# بيت الاعجم (الرضمة)

تعديل مصدري - تعديل

بيت الاعجم محلة تابعة لقرية المعاين، التابعة لعزلة البكرة بمديرية الرضمة إحدى مديريات محافظة إب في الجمهورية اليمنية.، بلغ تعداد سكانها 70 حسب تعداد اليمن لعام 2004.